# Culeolus caudatus
Culeolus caudatus är en sjöpungsart som beskrevs av Monniot 1991. Culeolus caudatus ingår i släktet Culeolus och familjen lädermantlade sjöpungar. Inga underarter finns listade i Catalogue of Life.